# Christian (football)
Pour les articles homonymes, voir Christian.
Christian Corrêa Dionisio, ou plus simplement Christian, né le 23 avril 1975 à Porto Alegre (Brésil), est un footballeur brésilien évoluant au poste d'attaquant.

## Biographie
Il est surtout connu en France pour avoir évolué au Paris SG puis à Bordeaux. Sélectionné pour la Copa America, il arrive au Paris SG à la fin de l'été 1999 pour environ 10 M€. 
D'abord maladroit et peu efficace face aux buts, sa première saison décolle réellement à l'automne avec un but décisif face au CS Sedan-Ardennes. Il enchaîne ensuite en inscrivant un total de 16 buts en Ligue 1, dont un fameux quadruplé le 26 janvier 2000 lors de la 23e journée qui opposait le Paris-Saint-Germain au Racing Club de Strasbourg. Il dispute notamment la finale de la Coupe de la Ligue. Son association à la pointe de l'attaque avec Laurent Leroy s'est montré l'une des plus efficaces derrière la paire Trezeguet-Simone de l'AS Monaco durant la saison 1999-2000.
Mais sa seconde saison dans la capitale se passe mal. Censé être associé sur le front de l'attaque francilienne au jeune prodige Nicolas Anelka, Christian déçoit et perd sa place de titulaire après le licenciement de Philippe Bergeroo et l'arrivée sur le banc de Luis Fernandez. Devenu persona non grata, il est transféré à l'été 2001 à Bordeaux, pour la somme de 12,2 M€.
Mais le Brésilien déçoit à nouveau  : il est rapidement prêté à Palmeiras. Viendront ensuite deux autres prêts à Galatasaray puis Gremio. Il ne rejouera jamais plus sous les couleurs bordelaises. Il changera alors régulièrement de club au Brésil, avec un passage au Mexique.
Il met finalement un terme à sa carrière à la fin de l'année 2010, à 35 ans, à cause de blessures récurrentes au genou.
Il est sélectionné à onze reprises en équipe du Brésil entre 1997 et 2001.

## Palmarès
En club :
- Champion de l'État du Rio Grande do Sul en 1991, 1992 et 1997 avec SC Internacional
- Vainqueur du Mondial des clubs FIFA en 2005 (São Paulo Futebol Clube)
- Championnat de l'État de Rio de Janeiro en 2006 (Botafogo FR)

En équipe du Brésil :
- Copa América en 1999
- Coupe des confédérations en 1999

## Statistiques
| Saison                | Club                  | Championnat           | Championnat | Championnat | Coupe nationale | Coupe nationale | Coupe de la Ligue | Coupe de la Ligue | Compétition(s) continentale(s) | Compétition(s) continentale(s) | Compétition(s) continentale(s) | Brésil | Brésil | Total | Total |
| Saison                | Club                  | Division              | M.          | B.          | M.              | B.              | M.                | B.                | Comp.                          | M.                             | B.                             | M.     | B.     | M.    | B.    |
| 1999-2000             | Paris Saint-Germain   | Division 1            | 29          | 16          | 3               | 2               | 5                 | 1                 | -                              | -                              | -                              | -      | -      | 37    | 19    |
| 2000-2001             | Paris Saint-Germain   | Division 1            | 24          | 4           | 1               | 0               | 1                 | 0                 | C1                             | 8                              | 5                              | 1      | 0      | 35    | 9     |
| 2001-2002             | Girondins de Bordeaux | Division 1            | 18          | 2           | -               | -               | -                 | -                 | C3                             | 6                              | 2                              | -      | -      | 24    | 4     |
| Total sur la carrière | Total sur la carrière | Total sur la carrière | 71          | 22          | 4               | 2               | 6                 | 1                 | -                              | 14                             | 7                              | 1      | 0      | 96    | 32    |